# Mana (biskup Seleucji-Ktezyfonu)
Mana był biskupem Seleucji-Ktezyfonu. Przysługiwał mu również tytuł Wielkiego Metropolity. Jego pontyfikat zaczął się po śmierci poprzednika, Jabalahy I. Został konsekrowany w 420 roku i swój urząd pełnił przez rok. Podobnie jak jego poprzednicy jest uznawany przez kościoły wywodzące się z Kościoła Wschodu, za jednego z tradycyjnych Patriarchów Wschodu.

## Życie
Fragment Kroniki z Siirt:

Chrześcijanie musieli wybrać następcę Jab-allaha. Ma'na, biskup z Farsu, znał perski i syriacki. Uczył się w Edessie, gdzie przetłumaczył kilka dzieł z syriackiego na perski. Do tego był znajomym Jezdegerda, którego poznał dzięki kontaktom Mar Jab-allaha. Chrześcijanie zwrócili się do Mirszabura, dowódcy wojskowego, aby im pomógł za opłatą. Miał przekonać szacha aby ten wyznaczył Ma'na na biskupa. Miraszbur zgodził się. Wystarał się o audiencję i gdy stanął przed szachem powiedział mu: "Ma'na jest Persem i twoim wiernym sługą, pozwól mu zatem zostać katoliosem". Chrześcijanie szczęśliwi z wyboru nowego przywódcy mieli nadzieję na odbudowę kościoła i koniec prześladowań. Jednak ich nadzieje okazały się, jak mawiał prorok Izajasz, płonne. Pewnego dnia gdy Ma'na stanął przed Jezdegerdem wraz z kilkoma towarzyszami, król stale patrzył na nich wrogo. Uświadomili sobie wówczas że szach tak naprawdę cały czas jest ich przeciwnikiem i szuka pretekstu aby rozpocząć nowe prześladowania. Król w końcu przemówił do nich: Cezar jest absolutnym władcą swego królestwa i może robić to co mu się podoba. Ja także jestem panem swoich ziem i będę robił to co zdecyduję". Powtórzył te słowa dwukrotnie. Wówczas ksiądz o imieniu Narsaj, który był z Seleucji, stanął obok biskupa i odpowiedział szachowi: " Panie, Cezar może żądać podatków i posług, może także zabijać nie przyjaciół, ale nie ma władzy aby zmusić swoich poddanych do porzucenia wyznawanej przez nich religii. W jego królestwie żyje wielu żydów, pogan i heretyków, ale nie stara się on wymóc na nich zmiany wiary". Jezdegerd gdy usłyszał te słowa wpadł we wściekłość. Jego doradcy ogłosili że Narsaj, za swą bezczelność przed obliczem króla, zasłużył na karę śmierci. Wówczas Ma'na zabrał głos mówiąc: "Narsaj odpowiedział szachowi na jego pytanie i nie uczynił nic aby zasłużyć na śmierć". Jezdegerd jednak rozkazał aby wspomniany ksiądz został ścięty jeśli nie wyrzeknie się swojej wiary. Rozkazał także aby biskup przestał nosić wyróżniające go szaty, zrezygnował z urzędu i wrócił do Farsu. Duchowni Hosea z Nisibis i Bata z Laszom próbowali jeszcze rozmawiać z królem, ale ten rozkazał im zamilknąć i odejść. Jak się później okazało magowie długo próbowali wpłynąć na Narsaja aby ten wyrzekł się wiary, ale on, mimo to pozostawał nieugięty aż do śmierci. Jego zwłoki zostały zabrane z miejsca kaźni i złożone w wielkim kościele w Seleucji. Ma'na zaś powrócił do Farsu. Jezdegerd, dowiedziawszy się, że nadal rządzi on swoją diecezją, rozkazał wtrącić go do więzienia. Szybko jednak został uwolniony, nie mógł jednak wrócić do Seleucji-Ktezyfonu i pełnić swojej posługi. Zmarł w rodzinnych stronach. Niech Bóg ma go w swojej opiece.